# Ixora doreensis
Ixora doreensis är en måreväxtart som först beskrevs av Rudolph Herman Scheffer, och fick sitt nu gällande namn av Theodoric Valeton. Ixora doreensis ingår i släktet Ixora och familjen måreväxter. Inga underarter finns listade i Catalogue of Life.